# Pawel Pawlowitsch Kulberg

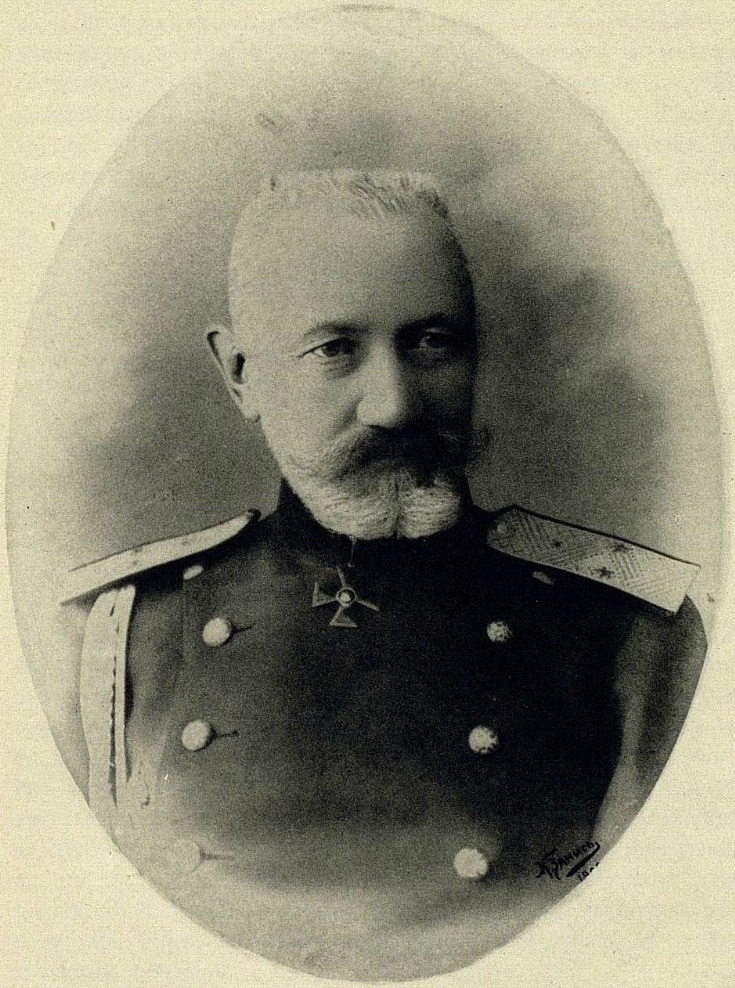
Pawel Pawlowitsch Kulberg

Pawel Wilhelm Pawlowitsch Kulberg (russisch Павел Вильгельм Павлович Кульберг; * 18. Dezemberjul. / 30. Dezember 1843greg. in Mitau, Gouvernement Kurland; † 27. Januarjul. / 9. Februar 1909greg. in Tiflis) war ein russischer Offizier der Kaiserlich Russischen Armee und Topograf.

## Leben

### Herkunft und Familie
Kulberg stammte aus einer lutherischen Familie.
Kulberg war seit 1896 verheiratet.

### Werdegang
Er besuchte von 1856 bis 1860 das Gymnasium in Mitau. Danach studierte er an der Kaiserlichen Universität Dorpat in der Physikalisch-Mathematischen Fakultät mit Abschluss. 1864 trat er als Einjährig-Freiwilliger im 4. Sapeur-Bataillon in den Militärdienst. 1865 bestand er die Offiziersprüfung an der Nikolai-Ingenieurschule und wurde Praporschtschik. 1868 begann er das Zusatzstudium an der Nikolai-Akademie des Generalstabs in der Geodäsie-Abteilung. Nach zwei Jahreskursen folgte ein zweijähriges Praktikum im Pulkowo-Observatorium. 1872 nahm er zusammen mit Axel Edvard Bonsdorff und Michail Alexandrowitsch Sawidski unter der Führung des Astronomen Iwan Kortazzi an der Messung des Längengradunterschieds zwischen dem Pulkowo-Observatorium und dem Moskauer Observatorium teil.
Im November 1872 kam Kulberg als Geodät des Militär-Topografie-Korps in die Militär-Topografie-Abteilung des Generalstabs für die staatliche Vermessung. Ab 1873 führte er astronomische Arbeiten in Sibirien durch. Zusammen mit Konstantin Scharnhorst beteiligte er sich an der Längengradunterschied-Bestimmung mit dem Telegrafen zwischen Moskau und Kasan, Jekaterinburg, Omsk, Tomsk, Kansk, Irkutsk, Tschita, Sretensk, Albasino am Amur an der russisch-chinesischen Grenze, Blagoweschtschensk, Chabarowsk, Nikolajewsk am Amur und Wladiwostok.
Im April 1877 wurde Kulberg in die Militär-Topografie-Abteilung des Kaukasus-Militärbezirks versetzt. Er nahm am Russisch-Osmanischen Krieg (1877–1878) als Angehöriger des Topografie-Kommandos teil. Er war 1877 und 1880 Assistenz-Delegierter der russisch-osmanischen Grenzziehungskommission. 1878 führte er astronomische Ortsbestimmungen in den Oblasts Kars und Erzurum, im Doğubeyazıt-Bezirk und im Eleşkirt-Tal durch. Von 1879 bis 1883 maß er mit dem Repsold-Pendelgravimeter die Schwerkraft in Duscheti, Gudauri, Wladikawkas, Batumi, Jelissawetpol, Schemacha, Baku und Tiflis. Mit Pjotr Gladyschew ermittelte er 1882–1883 mit dem Telegrafen die Längengradunterschiede zwischen Tiflis und Rostow am Don, Tiflis und Schemacha, Tiflis und Baku sowie 1884 mit Korazzi den Längengradunterschied zwischen Nikolajew und Batumi und 1885 mit Dmitri Gedeonow wieder den Längengradunterschied zwischen Rostow am Don und Tiflis. Von September 1885 bis Oktober 1886 war er kaiserlich russischer Kommissar der afghanischen Grenzziehungskommission.
Von 1888 bis 1893 nahm Kulberg an der Triangulation der Krim teil. Er untersuchte die Effekte des Krimgebirges und des Schwarzen Meeres auf die Lotrichtung. Mit Kortazzi ermittelte er die Längengradunterschiede Nikolajew-Feodossija, Balaklawa-Jalta, Balaklawa-Feodossija, Jalta-Aluschta, Jalta-Kertsch und Jalta-Simferopol. 1892 machte er Repsold-Pendelgravimeter-Messungen in Jalta und Simferopol.
Ab Dezember 1892 leitete Kulberg die Militär-Topografie-Abteilung des Kaukasus-Militärbezirks. Im Dezember 1902 wurde er zum Generalleutnant ernannt. Karten unterschiedlichen Maßstabs des Kaukasus und eine ethnographische Karte wurden herausgegeben. Mit anderen organisierte er die systematische seismologische Beobachtung des Kaukasus.
Kulberg war seit 1873 Mitglied der Sibirischen Abteilung und seit 1878 der Kaukasischen Abteilung der Kaiserlich Russischen Geographischen Gesellschaft, deren Vollmitglied er 1893 wurde. Auch wurde er 1893 Vollmitglied der Russischen Astronomischen Gesellschaft und 1894 der Gesellschaft der Freunde der Naturkunde, Anthropologie und Geographie. Er übersetzte Arbeiten ausländischer Autoren zur Geographie ins Russische.

## Ehrungen, Preise
- Sankt-Stanislaus-Orden III. Klasse (1875), II. Klasse mit Schwertern (1878), I. Klasse (1896)
- Lütke-Goldmedaille der Kaiserlich Russischen Geographischen Gesellschaft (1876)[2]
- Orden des Heiligen Wladimir IV. Klasse (1876), III. Klasse (1881), II. Klasse (1906)
- Russischer Orden der Heiligen Anna II. Klasse (1880), I. Klasse (1900)
- Osmanié-Orden III. Klasse (1883)
- Sonnen- und Löwenorden I. Klasse (1903)